# Zamościany (sielsowiet Wołożyn)
Zamościany (biał. Замасцяны; ros. Замостяны) – wieś na Białorusi, w obwodzie mińskim, w rejonie wołożyńskim, w sielsowiecie Wołożyn, nad retencyjnym Zbiornikiem Sakowszczyńskim.
W dwudziestoleciu międzywojennym leżały w Polsce, w województwie nowogródzkim, w powiecie wołożyńskim.